# With the Beatles
With the Beatles drugi je studijski album grupe The Beatles. Izdan je samo pola godine nakon komercijalno veoma uspješnog prvijenca Please Please Me. Na albumu se nalazi osam kompozicija autorskog tandema Lennon/McCartney i šest obrada. 
Album je do rujna 1965. godine u Velikoj Britaniji prodan u milijun primjeraka, čime je postao drugi album u povijesti kojem je to uspjelo (prvi je South Pacific). Po izlasku je odmah dospio na prvo mjesto britanske top ljestvice, istisnuvši Please Please Me s te pozicije. Na broju jedan se zadržao 21 tjedan, tako da su Beatlesi broj jedan na ljestvici zauzimali 51. tjedan zaredom.
With the Beatles službeno je pušten u prodaju na CD-u 26. veljače 1987. godine.

## Popis pjesama
Sve skladbe napisali su Lennon i McCartney, osim gdje je drugačije naznačeno.
1. "It Won't Be Long" – 2:13
2. "All I've Got to Do" – 2:04
3. "All My Loving" – 2:09
4. "Don't Bother Me" (George Harrison) – 2:29
5. "Little Child" – 1:48
6. "Till There Was You" (Meredith Willson) – 2:16
7. "Please Mr. Postman" (Georgia Dobbins, William Garrett, Freddie Gorman, Brian Holland, Robert Bateman) – 2:36
8. "Roll Over Beethoven" (Chuck Berry) – 2:47
9. "Hold Me Tight" – 2:32
10. "You've Really Got a Hold on Me" (Smokey Robinson) – 3:02
11. "I Wanna Be Your Man" – 1:59
12. "Devil in Her Heart" (Richard P. Drapkin) – 2:27
13. "Not a Second Time" – 2:08
14. "Money (That's What I Want)" (Janie Bradford, Berry Gordy) – 2:47

## Izvođači
1. John Lennon - pjevač, akustična i ritam gitara, usna harmonika
2. Paul McCartney - pjevač, bas-gitara
3. George Harrison - pjevač, akustična i ritam gitara
4. Ringo Starr - pjevač, bubnjevi, udaraljke

## Vanjske poveznice
- With the Beatles at AllMusic
- With the Beatles na Discogsu